# Carrozza UIC-Z

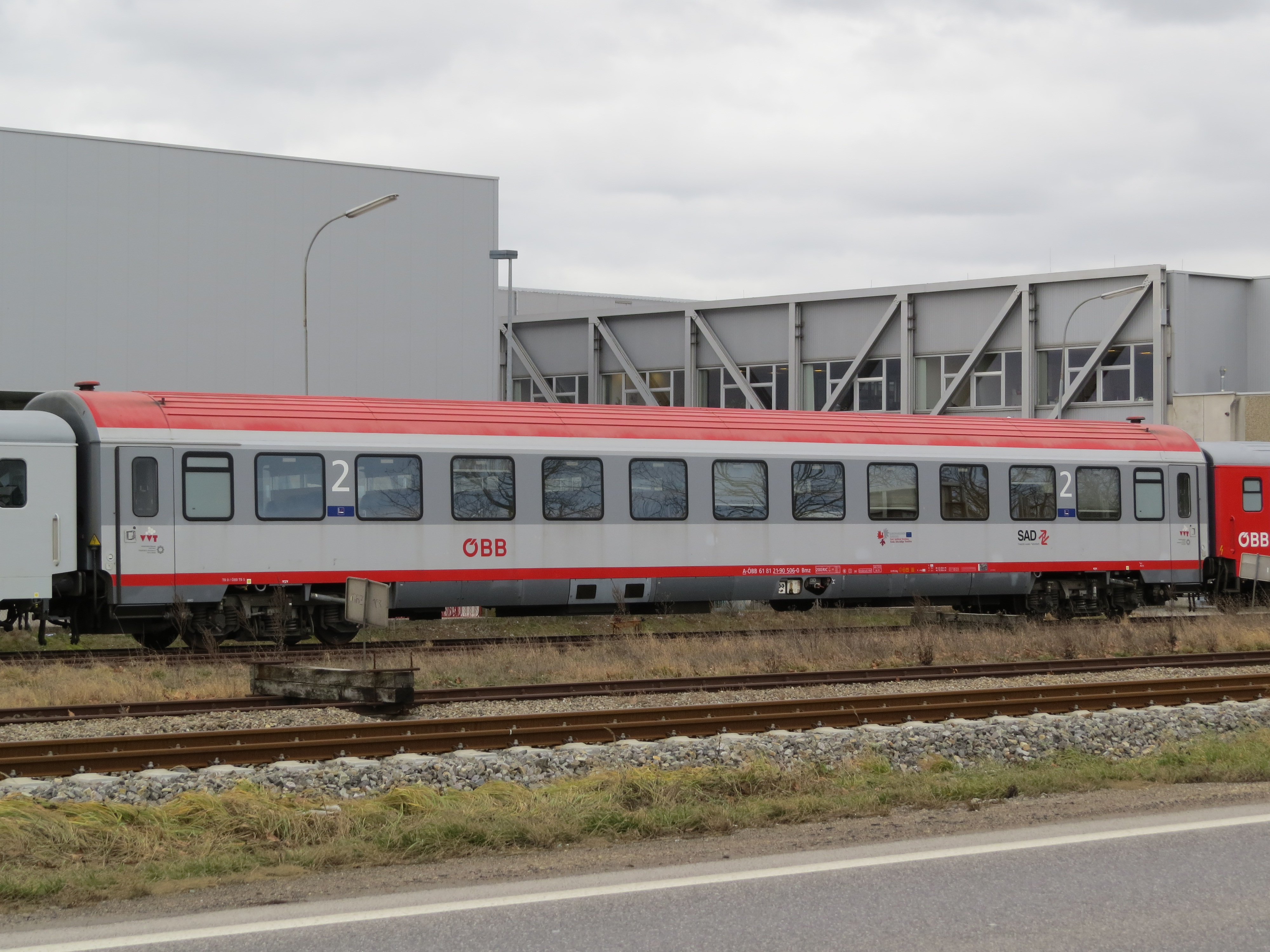
Una carrozza tipo Z delle Ferrovie Federali Austriache

La carrozza UIC-Z è un tipo di carrozza ferroviaria in uso presso diverse amministrazioni europee. Essa ha caratteristiche analoghe a quelle delle carrozze Eurofima, ma si distingue da quelle per un diverso equipaggiamento elettrico.

## Caratteristiche
Le caratteristiche delle carrozze UIC-Z sono definite da uno standard elaborato dall'Union internationale des chemins de fer:
- lunghezza: 26400 mm;
- larghezza: 2825 mm;
- altezza: 4050 mm;
- interperno: 19000 mm.

Le carrozze sono costruite in tre varianti:
- di 1ª classe con 9 compartimenti;
- di 2ª classe con 11 compartimenti (+18 strapuntini nel corridoio laterale);
- mista, con 4 compartimenti di 1ª classe e 6 di 2ª classe (+11 strapuntini nel corridoio laterale, nella sole sezione di 2ª classe).

Tuttavia, molte amministrazioni decisero di abbandonare l'allestimento a compartimenti a favore di un allestimento a salone. All'interno del tipo Z si distinguono i sottotipi Z1 (climatizzato) e Z2 (non climatizzato).

## Carrozze derivate
- Carrozza UIC-Z1
- Carrozze FFS tipo Eurocity